# Solon (Iowa)
Solon è una città degli Stati Uniti d'America, situata nello Stato dell'Iowa, nella contea di Johnson.